# Clayton De Sousa Moreira
Clayton De Sousa Moreira (* 24. Februar 1988 in Luxemburg) ist ein ehemaliger luxemburgischer Fußballspieler mit kapverdischen Wurzeln.

## Karriere

### Verein
Der Abwehrspieler war von 2005 bis 2014 bei Jeunesse Esch unter Vertrag. Im August 2007 verletzte er sich schwer bei einem Ligaspiel und fiel fast die ganze Saison 2007/08 aus. Zur Saison 2014/15 wechselte er zum Ligakonkurrenten F91 Düdelingen. Hier gewann er fünfmal die Meisterschaft, viermal den Pokal sowie zweimal den Ligapokal. Am 27. Mai 2019 wurde bekannt, dass De Sousa nach fünf Jahren beim F91 zurück zu Jeunesse Esch wechseln wird. Im Sommer 2022 gab dann der Erstliga-Aufsteiger FC Monnerich die Verpflichtung des Mittelfeldspielers bekannt. Doch schon nach einer Spielzeit verließ er den Klub wieder und beendete seine aktive Karriere.

### Nationalmannschaft
Von 2006 bis 2008 gehört er mehrmals dem Kader der luxemburgischen A-Nationalmannschaft an. In dieser Zeit kam er erstmals am 27. Mai 2006 in Freiburg im Breisgau beim Spiel gegen Deutschland zum Einsatz. Insgesamt absolvierte er sechs Partien, ein Tor gelang ihm dabei nicht.

## Erfolge
- Luxemburgischer Meister: 2010, 2016, 2017, 2018, 2019
- Luxemburgischer Pokalsieger: 2013, 2016, 2017, 2019
- Luxemburgischer Ligapokalsieger: 2016, 2018